# Elio Quiroga
Elio Quiroga és un escriptor i cineasta espanyol, guanyador del premi Minotauro 2015 amb la novel·la de ciència-ficció Los que sueñan. Nascut a Las Palmas de Gran Canaria, Va estudiar enginyeria informàtica a la Universitat de Las Palmas de Gran Canaria.
Elio Quiroga és escriptor, guionista, director de cinema i productor. Ha dirigit llargmetratges com Fotos, guanyadora del premi al millor guió i d'una menció especial del jurat al XXIX Festival Internacional de Cinema Fantàstic de Sitges i favorita de Quentin Tarantino;La hora fría; No-Do, i el documental The Mystery of the King of Kinema, que va aconseguir la menció especial del jurat al Festival Internacional de Cinema de Gijón. Juntament amb Ray Loriga, ha escrit el guió d'Ausentes, de Daniel Calparsoro.
El seu curt d'animació, Home Delivery, adaptació d'un conte de Stephen King i presentat per Guillermo del Toro i amb música de REM, va guanyar el Gran Premi de Fantasporto i va entrar a competició a les seccions oficials d'un centenar de festivals. El seu següent curt animat, Me llamo María, va ser preseleccionat per als Oscar 2011. També va ser nominat al premi Goya pel seu curt documental El Último Minutero, que va entrar a competició, a més, a la secció oficial del Festival de Karlovy Vary. Ha publicat novel·les, com la sàtira zombi El Despertar, amb Timun Mas; el thriller d'acció i fantasia Los Códices del Apocalipsis, amb Tyrannosaurus Books, i Idyll, dins de la col·lecció Stoker de Dolmen Editorial. També va obtenir el premi Nuevas Escrituras Canarias pel poemari Ática i l'accèssit al premi Everis d'assaig per La Materia de los Sueños.